# Storrs (Connecticut)
Storrs é uma Região censo-designada localizada no estado americano de Connecticut, no Condado de Tolland.

## Demografia
Segundo o censo americano de 2000, a sua população era de 10.996 habitantes.

## Geografia
De acordo com o United States Census Bureau tem uma área de 14,8 km², dos quais 14,7 km² cobertos por terra e 0,1 km² cobertos por água.

## Localidades na vizinhança
O diagrama seguinte representa as localidades num raio de 24 km ao redor de Storrs.